# Adam Galos
Adam Galos (Cracovia, 22 luglio 1924 – Breslavia, 11 aprile 2013) è stato uno storico polacco.

## Opere
- Rugi pruskie na Górnym Śląsku (1885-1890) (1954)
- Historia Niemiec (1981)